# Livade (Oprtalj)
 Livade  (olaszul:  Levade) falu Horvátországban, Isztria megyében. Közigazgatásilag Oprtaljhoz tartozik.

## Fekvése
Az Isztria középnyugati részén, Pazintól 15 km-re északnyugatra, községközpontjától 3 km-re (közúton 6 km-re) délre, a Mirna völgyének északi peremén fekszik. Áthalad rajta a Motovunból Oprtaljba vezető út.

## Története
Mivel a Mirna régen hajózható volt a folyó torkolatától a településig egykor élénk hajóforgalom bonyolódott. A 16. századtól a 20. század első feléig az Isztria ezen részének Livade fontos kereskedelmi központja volt. A falunak 1880-ban 373, 1910-ben 442 lakosa volt. Az első világháború után a rapallói szerződés értelmében Isztria az Olasz Királysághoz került. 1943-ban az olasz kapitulációt követően német megszállás alá került, mely 1945-ig tartott. A második világháború után Jugoszlávia része lett. A település Jugoszlávia felbomlása után 1991-ben a független Horvátország része, majd 1993-ban Oprtalj község része lett. 2011-ben a falunak 189 lakosa volt. Lakói  főként mezőgazdasággal, ezen belül teraszos földműveléssel  foglalkoznak és a közeli nagyobb településeken dolgoznak. Az utóbbi időben egyre nagyobb teret nyer a falusi turizmus.

## Nevezetességei
Szent János evangélista tiszteletére szentelt temploma 1697-ben épült. Egyhajós épület, homlokzata felett alacsony nyitott egyfülkés harangtoronnyal, benne egy haranggal. Kőből épített oltárának képén a prédikáló Szent János látható. A templomot 1982-ben megújították.

## Lakosság
| Lakosság változása | Lakosság változása | Lakosság változása | Lakosság változása | Lakosság változása | Lakosság változása | Lakosság változása | Lakosság változása | Lakosság változása | Lakosság változása | Lakosság változása | Lakosság változása | Lakosság változása | Lakosság változása | Lakosság változása | Lakosság változása |
| ------------------ | ------------------ | ------------------ | ------------------ | ------------------ | ------------------ | ------------------ | ------------------ | ------------------ | ------------------ | ------------------ | ------------------ | ------------------ | ------------------ | ------------------ | ------------------ |
| 1857               | 1869               | 1880               | 1890               | 1900               | 1910               | 1921               | 1931               | 1948               | 1953               | 1961               | 1971               | 1981               | 1991               | 2001               | 2011               |
| 0                  | 0                  | 373                | 382                | 380                | 442                | 0                  | 0                  | 391                | 366                | 283                | 192                | 199                | 208                | 225                | 189                |